# Madjid Mashhour
Madjid Mashhour, född 25 april 1922 i Mashhad, var en iransk-svensk psykolog.
Mashhour, som var son till Nassir Mashhour och hans hustru, tilldelades licence ès lettres i Teheran 1955 samt blev filosofie licentiat 1961, filosofie doktor i Stockholm 1964 på avhandlingen Psychophysical relations in the perception of velocity och var docent i psykologi vid Stockholms universitet från 1965. Han höll gästföreläsningar i Moskva 1966 och i Leipzig 1967. Han var vikarierande universitetslektor vid Lunds universitet 1973. Han författade skrifter i psykologi, särskilt beträffande rörelseperception. Han skrev även flera studier över signalsystem och trafiksäkerhet i järnvägstrafik.